# Tokarev (film, 2014)
Pour les articles homonymes, voir Tokarev et Rage.
Pour plus de détails, voir Fiche technique et Distribution.
Tokarev (ou Rage en version originale) est un film américain réalisé par Paco Cabezas sorti en 2014.

## Synopsis
Paul Maguire, un ancien mafieux, part à la recherche des kidnappeurs de sa fille, tout en essayant d'éviter de retomber dans les pièges du passé.
Durant son enquête, Paul fera le lien entre le pistolet Tokarev TT 33 de la mafia russe et l'enlèvement de sa fille.

## Fiche technique
- Titre original : Rage
- Titre français : Tokarev
- Réalisation : Paco Cabezas
- Scénario : Jim Agnew, Sean Keller
- Musique : Laurent Eyquem
- Photographie : Andrzej Sekula
- Montage : Robert A. Ferretti
- Décors : Collin Redmond
- Costumes : Critter Pierce
- Producteur : Richard Rionda Del Castro, Michael Mendelsohn
- Sociétés de production : Hannibal Pictures, Patriot Pictures
- Distribution : Image Entertainment
- Durée : 98 minutes
- Genre: action
- Date de sortie : 
  -  États-Unis : 9 mai 2014 en VOD
  -  Allemagne : 13 mai 2014 en DVD
  -  Japon : 7 juin 2014
  -  Australie : 18 juin 2014 en DVD
  -  France : 7 janvier 2015 en DVD

## Distribution
- Nicolas Cage (VF et VQ : Benoît Rousseau) : Paul Maguire
- Rachel Nichols (VF : Véronique Viel ; VQ : Émilie Bibeau) : Vanessa Maguire
- Danny Glover (VF : Jean-Bernard Guillard ; VQ : Guy Nadon) : Det. Peter St. John
- Max Ryan (VF : Jérôme Keen ; VQ : Patrick Chouinard) : Kane
- Michael McGrady (VF : Loïc Houdré ; VQ : Bruno Marcil) : Danny Doherty
- Peter Stormare (VF : Hervé Furic ; VQ : Manuel Tadros) : Francis O'Connell
- Patrice Cols (VF : Éric Marchal)  : Anton
- Max Fowler (VF : François Creton ; VQ : Xavier Dolan) : Mike
- Aubrey Peeples (VF : Julie Deliquet ; VQ : Rachel Graton) : Caitlin Maguire
- Jack Falahee (VF : Belaïd Boudellal) : Evan

Version Française
- Studio de doublage : LES STUDIOS DE SAINT MAUR
- Direction Artistique : Jacques Albaret
- Adaptation : Eric Lajoie
- Mixage : Jérémy Pichon

Sources et légendes : Version française (VF) sur RS Doublage et sur le carton du doublage français ; version québécoise (VQ) sur Doublage Québec